# Доротея фон Шлезвиг-Холщайн-Зондербург-Бек
Доротея фон Шлезвиг-Холщайн-Зондербург-Бек (на немски: Dorothea von Schleswig-Holstein-Sonderburg-Beck; * 24 ноември 1685, Августенборг, Дания; † 25 декември 1761, Стафло, Швеция) е принцеса от Шлезвиг-Холщайн-Зондербург-Бек от странична линия на Дом Олденбург и чрез женитба от 1709 г. маркграфиня на Бранденбург-Байройт.

## Живот
Тя е най-възрастната дъщеря на херцог Фридрих Лудвиг фон Шлезвиг-Холщайн-Зондербург-Бек (1653 – 1728) и съпругата му принцеса Луиза Шарлота фон Шлезвиг-Холщайн-Зондербург-Августенбург (1658 – 1740), дъщеря на херцог Ернст Гюнтер фон Шлезвиг-Холщайн-Зондербург-Августенбург.
Доротея се омъжва на 17 април 1709 г. в Райнфелд за маркграф Георг Фридрих Карл фон Бранденбург-Байройт (1688 – 1735) от род Хоенцолерн. Те се местят във Веферлинген. На 3 декември 1716 г. те се развеждат. Тя е затворена в различни крепости и няма право да влиза в територията на Байройт. Децата са възпитавани от баба им.
Доротея умира на 25 декември 1761 г. на 76 години в Стафло при Калмар, Швеция.

## Деца
Доротея и маркграф Георг Фридрих Карл фон Бранденбург-Байройт имат децата:
- София Христина Луиза (1710 – 1739)

∞ 1731 княз Александер Фердинанд фон Турн и Таксис (1704 – 1773)
- Фридрих III (1711 – 1763), маркграф на княжество Бранденбург-Байройт

∞ 1731 принцеса Вилхелмина (1709 – 1758), дъщеря на пруския крал Фридрих Вилхелм I
∞ 1759 принцеса София Каролина (1737 – 1817), дъщеря на херцог Карл I фон Брауншвайг-Волфенбютел
- Вилхелм Ернст (1712 – 1733)
- София Шарлота Албертина (1713 – 1747)

∞ 1734 херцог Ернст Август I фон Саксония-Ваймар-Айзенах (1688 – 1748)
- Вилхелмина София (1714 – 1749)

∞ 1734 княз Карл Едцард от Източна Фризия (1716 – 1744)